# Estación de Le Kremlin-Bicêtre
La estación de Le Kremlin-Bicêtre es una estación del metro de París situada en la comuna de Le Kremlin-Bicêtre, al sur de París. Forma parte de la línea 7. 

## Historia
La estación fue inaugurada el 10 de diciembre de 1982 abriendo así un nuevo ramal hacia el sur en la línea 7.
Debe su nombre a la comuna de mismo nombre en la que se sitúa. 

## Descripción
Es una estación subterránea, compuesta de dos andenes laterales y de dos vías. Su inhabitual diseño es muy similar al de la Estación de Villejuif - Louis Aragon que también se encuentra en este ramal de la línea.  Recurre a azulejos blancos aunque estos son de un tamaño mucho menor a lo habitual y su colocación se realiza en diagonal. Tampoco sigue el esquema de bóveda ya que su techo es plano y las paredes, que muestran algunos tramos de color rojo, son verticales. 